# Pompeblêd

Pompeblêd

De vlag van Friesland

Pompeblêd, Nederlands waterblad of meerblad (ook wel zeeblad, plompenblad of pompeblad), is de Friese benaming voor het blad van de gele plomp, de witte waterlelie en de watergentiaan. De naam wordt gebruikt om de zeven rode, hartvormige bladen op de Friese vlag aan te duiden. De vlag grijpt terug op middeleeuwse afbeeldingen van het fictieve wapen dat de koning van Friesland gehad zou hebben. De Nederlandse term 'waterblad' werd in 1857 geïntroduceerd door de heraldicus Johannes Rietstap als vertaling van de Duitse term Seeblatt. De term 'meerblad' is ten minste sinds 1700 in gebruik.
De zeven rode waterleliebladeren (palustris herbae nympheae rubra folia) zouden volgens de 16e-eeuwse geleerde Suffridus Petrus naar de Zeven Friese Zeelanden verwijzen, die door drie waterstromen van elkaar gescheiden waren. Dit waren landstreken zonder centraal gezag in het kustgebied van Alkmaar tot aan de Wezer. Er zijn nooit precies zeven van deze bestuurseenheden geweest; het getal zeven had waarschijnlijk de connotatie 'veel'.
In Friesland worden de pompeblêden vanouds in de vorm van een hart met een afgeronde punt of een gekromde boon getekend. In het 16e-eeuwse wapen van de Groninger Ommelanden, dat van het oudste Friese wapen is afgeleid, is eerder de hartvorm gebruikelijk. Het onderscheid met heraldische harten is moeilijk te maken en beide vormen waren in de middeleeuwen uitwisselbaar.

## Oorsprong
Wapens met pompeblêden (Duits: Seeblatt, oorspronkelijk Mum(mel)blatt, Deens søblad, Zweeds sjöblad) komen ook in Duitsland, Oostenrijk, Tsjechië en Scandinavië voor. Deze naam werd gebruikt voor de bladeren van de 'zeebloem', 'zeeroos' of 'waterroos', waarmee de witte waterlelie (Nymphaea alba) of de gele plomp (Nuphar lutea) dan wel de watergentiaan (Nymphoides peltata, Deens: søblad) en mogelijk ook de kleine plomp (Nuphar pumila) werden aangeduid. Franstalige wapenboeken gebruiken de term feuilles de nénuphar, wat op alle vier plantensoorten kan slaan. Ook de bladeren van de heilige lotus (Nelumbo nucifera) worden soms als Seeblätter aangeduid.
Het blad is vaak hartvormig en in het midden voorzien van een klavervormige opening, waardoor soms verwarring met de figuur van de Schröterhorn (het gewei van de meikever) ontstaat. Al in het Hoogduitse Gudrunlied uit het tweede kwart van de 13e eeuw is sprake van het blauwe vaandel van de fictieve koning Herwig van Sêlande, waarop waterleliebladeren te zien waren (einen vanen breit von wolkenblawen siden ... sêbleter swebent dar inne). De kleur van de bladeren is hier echter niet aangegeven.
Het motief van het pompeblêd is mogelijk ontstaan uit afbeeldingen van het hart in de vorm van een lindenblad of omgekeerde schoppen (kaartspel). Omgekeerde rode en gouden harten waren in de 11e eeuw een belangrijk waardigheidssymbool in het Byzantijnse Rijk en zijn waarschijnlijk via deze weg in Scandinavië beland, waar ze achteraf als waterleliebladeren of wellicht als gestileerde bloemen van de heilige lotus werden geduid. Scandinavische ridders dienden onder andere in de Varangiaanse garde als lijfwachten van de Byzantijnse keizer. De heraldische kleuren goud en rood waren gemakkelijk uitwisselbaar; middeleeuwse literaire bronnen spreken doorgaans over "het rode goud".
Een vergelijkbare ontwikkeling vond plaats bij de fleur de lis in de Franse koningsvlag, oorspronkelijk een heerschappijsymbool in de vorm van een scepter, maar vanaf de 13e eeuw uitgelegd als een strooiveld van gele lis (flores liliorum of gladioli floris aurei). Wellicht dienden de strooivelden met bloemmotieven, sterren en kruisjes op vroegmiddeleeuwse koningsvaandels hierbij als voorbeeld. Dergelijke vaandels waren te zien op mozaïeken in de kerk van de heilige Susanna te Rome en in de eetzaal van het Lateraans Paleis. Zij inspireerden onder andere de ontwikkeling van de Franse oorlogsvlag Oriflamme (voor het eerst vermeld in het Roelandslied). Tijdens de kruistochten ontstond verder de gewoonte om buitgemaakte gouden en zilveren munten of bezanten op het wapenschild te bevestigen. Hiervan is onder andere het wapen van de uit Holland stammende graven van Bentheim afgeleid, voor het eerst te zien op een zegel van Boudewijn I uit 1243.
Een bijzonder geval vormt de Friese vrijheidsmunt van omstreeks 1350, die een nabootsing vormt van dubbele sterlingmunten uit Vlaanderen en Henegouwen. Het embleem met vier maansikkels rond een kruis lijkt in de Friese versie enigszins op een kruis met vier pompeblêden. Dergelijke motieven, waarbij het kruis werd omringd door ronde vormen (hosties?), letters of andere symbolen, waren echter al sinds de 11e eeuw wijd verbreid, ook in de Friese gewesten.

## Scandinavische invloeden
Volgens de oudste beschrijving (rond 1300) waren de pompeblêden in het Friese wapen - hier nog harten genoemd - eerst wit. De rode pompeblêden zijn vermoedelijk ontleend aan het wapenschild van Zweedse koningen uit het huis Folkunge, met name het wapen van koning Magnus III van Zweden. Dit wapen bestond uit een gouden leeuw op een veld van blauwe en witte schuinbalken, waarop - net als in Friesland - rode harten waren geplaatst. Een document uit 1306 duidt deze harten als waterleliebladeren (sparsos flores qui dicuntur Söblad). Het ligt voor de hand dat dit wapenbeeld, dat vooral via laatmiddeleeuwse wapenboeken werd verspreid, van invloed is geweest op het ontstaan van het Friese wapen. De naam Magnus werd tevens geassocieerd met de legendarische vaandeldrager Magnus Forteman, van wie men soms meende dat hij uit Denemarken stamde. 
Lange tijd hadden de rode waterleliebladeren een plek in het Zweedse rijkswapen. De leliebladeren figureren ook in het oude wapen van Denemarken. Koning Knoet VI van Denemarken was de eerste die omstreeks 1190 een strooiveld van  harten of pompeblêden in zijn zegel gebruikte. Andere zegels en muurschilderingen tonen strooivelden van rozen of sterren. Via Denemarken belandden deze figuren tevens in het wapen van het vorstendom Lüneburg, waar ze als harten werden geduid.

## Saksen
In de heraldische traditie van de Saksische hertogen vinden we sinds de 15e eeuw drie rode pompeblêden, doorgaans in een wit veld. Dit betreft de samengestelde wapens van het de hertogdommen Saksen-Lauenburg, Westfalen, Saksen-Wittenberg en de overige Ernestijnse hertogdommen, verder het vorstendom Anhalt, het Keurvorstendom Saksen (met de daaruit voortkomende Albertijnse hertogdommen), en sinds het begin van de 16e eeuw (met andere kleuren) tevens het Keurvorstendom Keulen. De populariteit van dit wapenmotief was - net als in Friesland - met dynastische claims verbonden. Een wapensage (genoteerd in 1514) stelt dat de drie Seeblede ooit door Karel de Grote aan het deelgebied Engern en aan eerste hertog Widukind waren verleend. In werkelijkheid waren ze echter afkomstig het wapen van de graaf van Brehna (1226).
Drie rode pompeblêden kwamen al sinds 1198 voor in het wapen van de graaf van Tecklenburg. Het motief kreeg uiteindelijk een plek in het grote wapen van het koninkrijk Pruisen uit 1864 en dat van het hertogdom Anhalt uit 1806.

## Elders
De Zuid-Duitse kloosters Tegernsee, Frauenchiemsee en Seeon hadden groene Seeblätter in hun wapen. Het oudste voorbeeld van een dergelijk wapen is dat van de edelman Herrand van Wildon uit Stiermarken (omstreeks 1195). Drie rode Seeblätter kenmerkten de wapens van de adellijke families Von Bourscheid, Von Friesack, Von Gumppenberg, Kyrning, Van der Meer de Walcheren en Von Seebach, drie groene Seeblätter dat van de families Von Bernstorff, Von Bodman, Porse en Rockox (Antwerpen), drie zwarte Seeblätter dat van de families Von Dernbach, Nordeck zur Rabenau, Sture en Ving, drie gouden Seeblätter dat van de Zweedse familie Ribbing, drie zilveren Seeblätter dat van de Deense families Sehested en Skinkel af Søblad en de Hollandse familie Tetrode, twee zilveren Seeblätter dat van de Boheems-Silezische families Von Kaunitz, Martinic, Von Stosch en Talmberka alsmede de Hessische familie Von Trohe. In Mecklenburg was het symbool al in de 14e eeuw populair. Ook bij de fantasiewapens duiken dergelijke figuren op, zoals het wapen van Le Roy d'Aufrique in het wapenboek Wijnbergen uit het einde van de 13e eeuw, waar waarschijnlijk verwarring met het wapen van de koning van Friesland optreedt.
Meestal via deze adellijke families is het pompeblêd in vele stads- en dorps- en districtwapens terecht gekomen, bijvoorbeeld in het geval van Bitterfeld, Bloemendaal, Brehna, Friesack, Gochsen, Kemberg, Löhne, Lüneburg, Nettersheim, Orlamünde, Prettin, Sehestedt, Stainz, Steinfurt, Tecklenburg, Wachendorf (Starzach) en Weimar. Het wapen van Sibiu (Hermannstadt) met drie waterleliebladeren kreeg een plek in het oudste wapen van Transsylvanië uit 1550. Mogelijk werd het ontworpen om de Saksische herkomst van de bevolking te benadrukken.
In enkele gevallen werd achteraf een verband met Friesland gelegd: zo zou de familie Von Friesack afstammen van Friese kolonisten die het Havelland ontgonnen. Een herkomstsage verbindt de familie Tetrode met gravin Thetburga van Holland, die uit Friesland zou stammen. De drie rode pompeblêden in het wapen van de Friese edelman Ernst Harinxma van Donia (in diens Doodtboeck uit 1613) zijn mogelijk geïnspireerd door recente lectuur over de Friese geschiedenis.

## Trivia
- De thuistenues van sc Heerenveen zijn sinds begin jaren dertig van pompeblêden voorzien.
- Het logo van de busmaatschappij FRAM (1971 t/m 1996), bestond uit drie Friese pompeblêden.
- De autobussen van Arriva die tot 14 december 2008 in Zuidoost-Friesland reden, waren aan de voor- en achterzijde voorzien van drie Friese pompeblêden.
- De autobussen van Qbuzz in Zuidoost-Friesland zijn aan alle kanten voorzien van een aantal Friese pompeblêden.
- De voormalige Blauhúster Dakkapel droeg sinds de jaren zeventig Friese vlag-kielen met pompeblêden.